# Elecciones municipales de 2015 en El Hierro
El 24 de mayo de 2015 se celebran elecciones municipales en los 3 municipios de la isla canaria de El Hierro. Ese día también se celebran elecciones al Cabildo de El Hierro y al Parlamento de Canarias.

## Resumen de alcaldías
| Municipio   | Con | 2015                      | 2016                      | 2017                          | 2018                          | 2019                          |
| ----------- | --- | ------------------------- | ------------------------- | ----------------------------- | ----------------------------- | ----------------------------- |
| Valverde    | 11  | Daniel Morales (AHI)      | Daniel Morales (AHI)      | Daniel Morales (AHI)          | Daniel Morales (AHI)          | Daniel Morales (AHI)          |
| La Frontera | 11  | Melissa Armas (AHI)       | Melissa Armas (AHI)       | Miguel Ángel Acosta (PSOE-UF) | Miguel Ángel Acosta (PSOE-UF) | Miguel Ángel Acosta (PSOE-UF) |
| El Pinar    | 9   | Juan Miguel Padrón (PSOE) | Juan Miguel Padrón (PSOE) | Juan Miguel Padrón (PSOE)     | Juan Miguel Padrón (PSOE)     | Juan Miguel Padrón (PSOE)     |

## El Pinar de El Hierro
|                                    | Candidatura | Candidatura                                                              | Votos | Votos                           | Concejales                      |
| ---------------------------------- | ----------- | ------------------------------------------------------------------------ | ----- | ------------------------------- | ------------------------------- |
| El Pinar de El Hierro 9 concejales |             | Partido Socialista Obrero Español (PSOE)                                 | 509   | 48,52 %                         | 5                               |
| El Pinar de El Hierro 9 concejales |             | Coalición Canaria-Agrupación Herreña Independiente (CCa-AHI)             | 304   | 28,98 %                         | 3                               |
| El Pinar de El Hierro 9 concejales |             | Partido Popular (PP)                                                     | 144   | 13,73 %                         | 1                               |
| El Pinar de El Hierro 9 concejales |             | Iniciativa por El Hierro-Izquierda Unida Canaria-Los Verdes (IpH-IUC-LV) | 83    | 7,91 %                          | 0                               |
| El Pinar de El Hierro 9 concejales | En blanco   | En blanco                                                                | 9     | 0,86 %                          |                                 |
| El Pinar de El Hierro 9 concejales | Votos nulos | Votos nulos                                                              | 10    | Participación: \| \| 73,95 % \| | Participación: \| \| 73,95 % \| |
| El Pinar de El Hierro 9 concejales | Votantes    | Votantes                                                                 | 1 059 | Participación: \| \| 73,95 % \| | Participación: \| \| 73,95 % \| |
|                                    | 73,95 %     |                                                                          |       |                                 |                                 |

## La Frontera
|                           | Candidatura | Candidatura                                                              | Votos | Votos                           | Concejales                      |
| ------------------------- | ----------- | ------------------------------------------------------------------------ | ----- | ------------------------------- | ------------------------------- |
| La Frontera 11 concejales |             | Coalición Canaria-Agrupación Herreña Independiente (CCa-AHI)             | 654   | 30,12 %                         | 3                               |
| La Frontera 11 concejales |             | Unión Frontera (UF)                                                      | 578   | 26,62 %                         | 3                               |
| La Frontera 11 concejales |             | Partido Socialista Obrero Español (PSOE)                                 | 538   | 24,78 %                         | 3                               |
| La Frontera 11 concejales |             | Partido Popular (PP)                                                     | 336   | 15,48 %                         | 2                               |
| La Frontera 11 concejales |             | Iniciativa por El Hierro-Izquierda Unida Canaria-Los Verdes (IpH-IUC-LV) | 43    | 1,98 %                          |                                 |
| La Frontera 11 concejales | En blanco   | En blanco                                                                | 22    | 1,01 %                          |                                 |
| La Frontera 11 concejales | Votos nulos | Votos nulos                                                              | 39    | Participación: \| \| 73,69 % \| | Participación: \| \| 73,69 % \| |
| La Frontera 11 concejales | Votantes    | Votantes                                                                 | 2 210 | Participación: \| \| 73,69 % \| | Participación: \| \| 73,69 % \| |
|                           | 73,69 %     |                                                                          |       |                                 |                                 |

## Valverde
|                        | Candidatura | Candidatura                                                              | Votos | Votos                           | Concejales                      |
| ---------------------- | ----------- | ------------------------------------------------------------------------ | ----- | ------------------------------- | ------------------------------- |
| Valverde 11 concejales |             | Coalición Canaria-Agrupación Herreña Independiente (CCa-AHI)             | 1 042 | 36,60 %                         | 5                               |
| Valverde 11 concejales |             | Partido Popular (PP)                                                     | 826   | 29,01 %                         | 3                               |
| Valverde 11 concejales |             | Partido Socialista Obrero Español (PSOE)                                 | 736   | 25,85 %                         | 3                               |
| Valverde 11 concejales |             | Iniciativa por El Hierro-Izquierda Unida Canaria-Los Verdes (IpH-IUC-LV) | 183   | 6,43 %                          | 0                               |
| Valverde 11 concejales | En blanco   | En blanco                                                                | 60    | 2,11 %                          |                                 |
| Valverde 11 concejales | Votos nulos | Votos nulos                                                              | 75    | Participación: \| \| 74,45 % \| | Participación: \| \| 74,45 % \| |
| Valverde 11 concejales | Votantes    | Votantes                                                                 | 2 922 | Participación: \| \| 74,45 % \| | Participación: \| \| 74,45 % \| |
|                        | 74,45 %     |                                                                          |       |                                 |                                 |